# موش کور طلایی تنومند
موش کور طلایی تنومند(نام علمی: Amblysomus robustus) نام یک گونه از سرده طلایی‌موش‌های آفریقای جنوبی است.